# こちら埼玉山の上大学ボクシング部
こちら埼玉山の上大学ボクシング部（こちらさいたまやまのうえだいがくボクシングぶ）は、唯洋一郎による漫画。『フレッシュジャンプ』（集英社）1985年5月号から1989年1月号にて連載された。
山の上大学ボクシング部に入部した熱血漢の白木金太と、まったくやる気のない先輩の山田太郎と佐藤次郎が繰り広げるギャグ漫画。1980年代の埼玉県を揶揄する風潮を反映し、ローカルネタを織り交ぜて描いている。舞台は埼玉県比企郡嵐山町であるが、作中では「らんざん」ではなく「あらしやま」と読んでいる。

## 登場人物
白木 金太 (しらき きんた)
山の上大学1年。ボクシング部員。東京都出身。ボクシングだけに取り組むべく、誘惑の多い都会を避けて隔絶された田舎へ片道2時間以上かけて通う苦労人。その甲斐もなくやる気のない先輩に振り回されている。
山田 太郎 (やまだ たろう)
山の上大学2年。ボクシング部部長。原宿生まれ原宿育ちを自称するが、山梨県北巨摩郡ラジウム温泉村の出身。あらゆることを富士山に絡める山梨に嫌気がさして小学3年の時に埼玉県に引っ越したが、見渡す限り田畑が広がる風景に衝撃を受けて性格が歪んだという。
佐藤 次郎 (さとう じろう)
山の上大学2年。ボクシング部副部長。山田の相方。自称六本木生まれ六本木育ち。
弱石 ゆう子 (よわいし ゆうこ)
武蔵嵐山女子高校3年。『あしたのジョー』の力石徹に憧れる減量マニアの兄の付き添いでボクシング部のマネージャーとなる。話を振られると何の脈絡もなく倒れ込み「やめて…」と喘ぐのが特徴。

## 書誌情報
- 唯洋一郎『こちら埼玉山の上大学ボクシング部』 集英社〈ジャンプ・コミックス〉、全7巻
  1. 1986年4月発売 ISBN 4-08-852581-7
  2. 1986年10月発売 ISBN 4-08-852582-5
  3. 1987年5月発売 ISBN 4-08-852583-3
  4. 1987年11月発売 ISBN 4-08-852581-7
  5. 1988年10月発売 ISBN 4-08-852585-X
  6. 1989年2月発売 ISBN 4-08-852586-8
  7. 1989年4月発売 ISBN 4-08-852587-6